# Gibó de Kloss
El gibó de Kloss (Hylobates klossii) és una espècie de primat hominoïdeu de la família dels gibons (Hylobatidae). Viu a les illes Mentawai a l'oest de Sumatra. Igual que el siamang, té un sac gular que li permet vocalitzar els seus crits.